# (35881) 1999 JM77
1999 JM77 (asteroide 35881) é um asteroide da cintura principal. Possui uma excentricidade de 0.20191380 e uma inclinação de 9.06468º.
Este asteroide foi descoberto no dia 12 de maio de 1999 por LINEAR em Socorro.